# مطار الحلفاية
مطار الحلفاية مطار مدني قريب من حقل الحلفاية في جنوب شرق محافظة ميسان في جنوب العراق، المطار في جنوب شرق مدينة العمارة، وبينهما 35 كيلومتراً، حولت شركة نفط ميسان المطارَ إلى مطار مدني لهبوط موظفي الشركة الصينية المكلفة بتشغيل حقل الحلفاية، تشرف على المطار وزارة النفط العراقية، إذ افتتح المطار يوم 10 نيسان سنة 2013، بأيدي شركة بتروجاينا الصينية النفطية التي أعادت تأهيل المطار، وهو ذو مدرج واحد طوله 1600 متر، وفيه قاعتان لاستقبال المسافرين، إحداهما لكبار الزوار ورجال الأعمال، والأخرى صالة كبيرة تسعُ 150 مسافراً، وفي يوم 15 تشرين الثاني سنة 2016 قال مدير إعلام شركة نفط ميسان إن "مطار الحلفاية على جاهزية تامة ومطلقة لاستقبال كافة الرحلات الجوية الداخلية المسيرة من محافظة البصرة أو بغداد أو اربيل والسليمانية وبقية المطارات الداخلية ويضم كادراً متميزاً من ذوي الخبرة والاختصاص لتسيير الرحلات وتحديدها وهم موظفون تم تنسيبهم من مطار البصرة الى مطار الحلفاية". وكان مطار الحلفاية مطاراً عسكرياً، أنشأته الحكومة العراقية في ثمانينات القرن العشرين في أثناء حرب القادسية الثانية بين العراق وإيران.